# Vladimir Sjamsjurin
Vladimir Sjamsjurin (russisk: Владимир Георгиевич Шамшу́рин) (født 27. juli 1940 i Qingdao i Kina, død 22. september 1996 i Moskva i Rusland) var en russisk filminstruktør.

## Filmografi
- Maestro vor (Маэстро вор, 1994)[1][2]